# Бровкин, Вячеслав Владимирович
Вячесла́в Влади́мирович Бро́вкин (22 сентября 1925, Москва — 23 января 2016, там же) — советский и российский киноактёр, режиссёр театра и кино, сценарист. Известен как режиссёр тринадцати серий телесериала «Следствие ведут ЗнаТоКи». Заслуженный деятель искусств РСФСР (1982).

## Биография
Окончил Государственный институт театрального искусства имени А. В. Луначарского в 1955 году по специальности актёр и режиссёр.

После этого работал в Минске главным режиссёром Белорусского театра имени Янки Купалы. В 1966 году вернулся в Москву, четверть века проработал в Театре на Малой Бронной, также работал режиссёром Главной редакции литературно-драматических программ Центрального телевидения. Снял цикл телеспектаклей о комиссаре Мегрэ (как сценарист и режиссёр), ряд серий цикла «Следствие ведут ЗнаТоКи» и ряд других.
Заслуженный деятель искусств РСФСР. Награждён знаком «Отличник радио и телевидения». Член Союза театральных деятелей.
Похоронен на Донском кладбище.

## Фильмография

### Актёр
- 1960 — Серёжа — дядя Петя
- 1965 — Любимая — Дементий Павлович Бляхин, дядя Софьи
- 1967 — Житие и вознесение Юрася Братчика — кардинал Киприан Лотр
- 1971 — Следствие ведут ЗнаТоКи. Ваше подлинное имя — «бродяга» / шпион

#### Телеспектакли
- 1970 — Драма на охоте — Пшехоцкий, брат Сози
- 1990 — Два дня из жизни бывшего капитана — Иван Алексеевич Крамольников, следователь

### Режиссёр

#### Художественные фильмы
- 1971 — Следствие ведут ЗнаТоКи. Чёрный маклер
- 1971 — Следствие ведут ЗнаТоКи. Ваше подлинное имя
- 1971 — Следствие ведут ЗнаТоКи. С поличным
- 1971 — Следствие ведут ЗнаТоКи. Повинную голову…
- 1972 — Следствие ведут ЗнаТоКи. Динозавр
- 1972 — Следствие ведут ЗнаТоКи. Шантаж
- 1973 — Следствие ведут ЗнаТоКи. Свидетель
- 1977 — Следствие ведут ЗнаТоКи. Любой ценой
- 1978 — Следствие ведут ЗнаТоКи. «Букет» на приёме
- 1978 — Следствие ведут ЗнаТоКи. До третьего выстрела
- 1979 — Следствие ведут ЗнаТоКи. Подпасок с огурцом
- 1980 — Следствие ведут ЗнаТоКи. Ушёл и не вернулся
- 1988 — Следствие ведут ЗнаТоКи. Без ножа и кастета
- 1992 — 1997 — Мелочи жизни (телесериал)

#### Телеспектакли
- 1967 — Гендель и гангстеры (фильм-спектакль)
- 1968 — Гибель «Эппи Нийбур»
- 1969 — Конец «Чёрных рыцарей»
- 1970 — Дело мертвого тигра
- 1970 — Сесиль умерла (утерян)
- 1973 — Мегрэ и человек на скамейке
- 1974 — Мегрэ и старая дама
- 1974 — Вот такие истории
- 1978 — Стойкий туман
- 1981 — Тёплое место
- 1982 — Мегрэ колеблется
- 1983 — Вознаграждение — 1000 франков
- 1984 — Зерно риса
- 1985 — Новоселье
- 1986 — Два взгляда из одного кабинета
- 1987 — Первые уроки. Год спустя…
- 1987 — Мегрэ у министра
- 1988—1990 — Трое на красном ковре
- 1990 — Два дня из жизни бывшего капитана

### Сценарист телеспектаклей
- 1973 — Мегрэ и человек на скамейке
- 1974 — Мегрэ и старая дама
- 1982 — Мегрэ колеблется
- 1983 — Вознаграждение — 1000 франков
- 1984 — Зерно риса
- 1987 — Мегрэ у министра